# Communalism Combat
Communalism Combat, vertaald: Strijd tegen Sektarisme, is een tijdschrift dat in Bombay in 1992 werd opgericht door Javed Anand en Teesta Setalvad.

## Achtergrond
De eerste editie verscheen in augustus 1993. Het tijdschrift verschijnt in het Engels en werkt samen met publicaties in andere Indiase talen.
Het blad richt zich tegen etnisch en religieus fundamentalisme in de Indiase cultuur. Het brengt analyses en belicht manipulaties van politieke partijen, zowel van regerende partijen als van de oppositie. In 2002 kwam er een speciale editie uit met berichtgeving over de rellen van Gujarat die 790 moslims en 254 hindoes het leven kostte.
In 2000 werd Communalism Combat onderscheiden met een Prins Claus Prijs.